# Championnat de Bulgarie de football
Le championnat de Bulgarie de football (en bulgare : „Първа професионална футболна лига“, « Première Ligue de football professionnel ») est la première division du football bulgare. Créé en 1924, il est organisé par la Ligue de football professionnel bulgare (BPFL ).
Les quatorze meilleurs clubs du pays se retrouvent au sein d'une poule unique suivie d'une phase de playoffs, la A Professionnal Football League, où ils s'affrontent quatre fois, deux à domicile et deux à l'extérieur. À l'issue du championnat, le dernier du classement est relégué en deuxième division tandis que l'avant-dernier doit passer par un barrage de promotion-relégation face au vice-champion de D2.

## Histoire
Le premier championnat de football de Bulgarie a commencé en 1924 dans un format à élimination directe. Une tentative de former une ligue en tant que division supérieure du système de ligue de football bulgare a été faite en 1937–1940, lorsque la division nationale de football a été créée. Il y avait 10 équipes, chacune jouant deux fois contre toutes les autres, une fois à domicile et une fois à l'extérieur. L'équipe qui a terminé première du classement est devenue championne.

## Palmarès

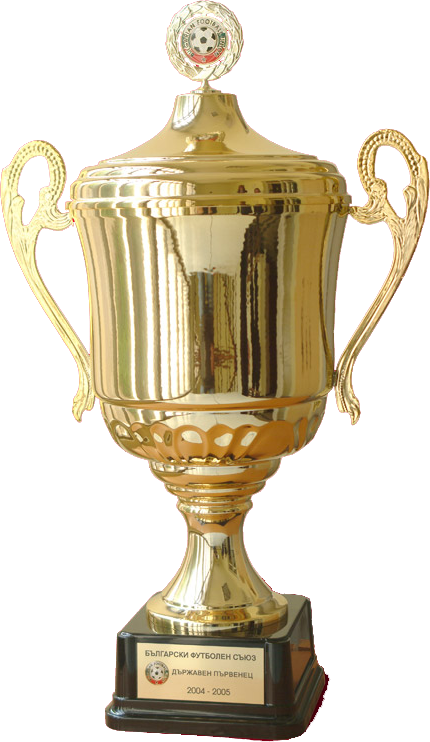
Trophée du champion de Bulgarie.

| Saison    | Champion                    |
| 1924      | Championnat non terminé     |
| 1925      | Tcherno More Varna (1)      |
| 1926      | Tcherno More Varna (2)      |
| 1927      | Championnat non terminé     |
| 1928      | Slavia Sofia (1)            |
| 1929      | Botev Plovdiv (1)           |
| 1930      | Slavia Sofia (2)            |
| 1931      | AS 23 Sofia (1)             |
| 1932      | Shipchenski sokol Varna (1) |
| 1933      | Levski Sofia (1)            |
| 1934      | Tcherno More Varna (3)      |
| 1935      | Sportklub Sofia (1)         |
| 1936      | Slavia Sofia (3)            |
| 1937      | Levski Sofia (2)            |
| 1937-1938 | Tcherno More Varna (4)      |
| 1938-1939 | Slavia Sofia (4)            |
| 1939-1940 | Lokomotiv Sofia (1)         |
| 1941      | Slavia Sofia (5)            |
| 1942      | Levski Sofia (3)            |
| 1943      | Slavia Sofia (6)            |
| 1944      | Championnat non terminé     |
| 1945      | Lokomotiv Sofia (2)         |
| 1946      | Levski Sofia (4)            |
| 1947      | Levski Sofia (5)            |
| 1948      | CSKA Sofia (1)              |
| 1948-1949 | Levski Sofia (6)            |
| 1950      | Levski Sofia (7)            |
| 1951      | CSKA Sofia (2)              |
| 1952      | CSKA Sofia (3)              |
| 1953      | Levski Sofia (8)            |
| 1954      | CSKA Sofia (4)              |
| 1955      | CSKA Sofia (5)              |
| 1956      | CSKA Sofia (6)              |
| 1957      | CSKA Sofia (7)              |
| 1958      | CSKA Sofia (8)              |
| 1958-1959 | CSKA Sofia (9)              |
| 1959-1960 | CSKA Sofia (10)             |
| 1960-1961 | CSKA Sofia (11)             |
| 1961-1962 | CSKA Sofia (12)             |
| 1962-1963 | Spartak Plovdiv (1)         |
| 1963-1964 | Lokomotiv Sofia (3)         |
| 1964-1965 | Levski Sofia (9)            |
| 1965-1966 | CSKA Sofia (13)             |
| 1966-1967 | Botev Plovdiv (2)           |
| 1967-1968 | Levski Sofia (10)           |
| 1968-1969 | CSKA Sofia (14)             |
| 1969-1970 | Levski Sofia (11)           |
| 1970-1971 | CSKA Sofia (15)             |
| 1971-1972 | CSKA Sofia (16)             |
| 1972-1973 | CSKA Sofia (17)             |
| 1973-1974 | Levski Sofia (12)           |
| 1974-1975 | CSKA Sofia (18)             |
| 1975-1976 | CSKA Sofia (19)             |
| 1976-1977 | Levski Sofia (13)           |
| 1977-1978 | Lokomotiv Sofia (4)         |
| 1978-1979 | Levski Sofia (14)           |
| 1979-1980 | CSKA Sofia (20)             |
| 1980-1981 | CSKA Sofia (21)             |
| 1981-1982 | CSKA Sofia (22)             |
| 1982-1983 | CSKA Sofia (23)             |
| 1983-1984 | Levski Sofia (15)           |
| 1984-1985 | Levski Sofia (16)           |
| 1985-1986 | Beroe Stara Zagora (1)      |
| 1986-1987 | CSKA Sofia (24)             |
| 1987-1988 | Levski Sofia (17)           |
| 1988-1989 | CSKA Sofia (25)             |
| 1989-1990 | CSKA Sofia (26)             |
| 1990-1991 | Etar Veliko Tarnovo (1)     |
| 1991-1992 | CSKA Sofia (27)             |
| 1992-1993 | Levski Sofia (18)           |
| 1993-1994 | Levski Sofia (19)           |
| 1994-1995 | Levski Sofia (20)           |
| 1995-1996 | Slavia Sofia (7)            |
| 1996-1997 | CSKA Sofia (28)             |
| 1997-1998 | PFK Litex Lovetch (1)       |
| 1998-1999 | PFK Litex Lovetch (2)       |
| 1999-2000 | Levski Sofia (21)           |
| 2000-2001 | Levski Sofia (22)           |
| 2001-2002 | Levski Sofia (23)           |
| 2002-2003 | CSKA Sofia (29)             |
| 2003-2004 | Lokomotiv Plovdiv (1)       |
| 2004-2005 | CSKA Sofia (30)             |
| 2005-2006 | Levski Sofia (24)           |
| 2006-2007 | Levski Sofia (25)           |
| 2007-2008 | CSKA Sofia (31)             |
| 2008-2009 | Levski Sofia (26)           |
| 2009-2010 | Litex Lovetch (3)           |
| 2010-2011 | Litex Lovetch (4)           |
| 2011-2012 | Ludogorets Razgrad (1)      |
| 2012-2013 | Ludogorets Razgrad (2)      |
| 2013-2014 | Ludogorets Razgrad (3)      |
| 2014-2015 | Ludogorets Razgrad (4)      |
| 2015-2016 | Ludogorets Razgrad (5)      |
| 2016-2017 | Ludogorets Razgrad (6)      |
| 2017-2018 | Ludogorets Razgrad (7)      |
| 2018-2019 | Ludogorets Razgrad (8)      |
| 2019-2020 | Ludogorets Razgrad (9)      |
| 2020-2021 | Ludogorets Razgrad (10)     |
| 2021-2022 | Ludogorets Razgrad (11)     |
| 2022-2023 | Ludogorets Razgrad (12)     |
| 2023-2024 | Ludogorets Razgrad (13)     |
| 2024-2025 | Ludogorets Razgrad (14)     |

## Bilan par club
| Clubs               | Titres | Années |
| ------------------- | ------ | --- |
| CSKA Sofia          | 31     | 1948, 1951, 1952, 1954, 1955, 1956, 1957, 1958, 1959, 1960, 1961, 1962, 1966, 1969, 1971, 1972, 1973, 1975, 1976, 1980, 1981, 1982, 1983, 1987, 1989, 1990, 1992, 1997, 2003, 2005, 2008 |
| Levski Sofia        | 26     | 1933, 1937, 1942, 1946, 1947, 1949, 1950, 1953, 1965, 1968, 1970, 1974, 1977, 1979, 1984, 1985, 1988, 1993, 1994, 1995, 2000, 2001, 2002, 2006, 2007, 2009                               |
| Ludogorets Razgrad  | 14     | 2012, 2013, 2014, 2015, 2016, 2017, 2018, 2019, 2020, 2021, 2022, 2023, 2024, 2025 |
| Slavia Sofia        | 7      | 1928, 1930, 1936, 1939, 1941, 1943, 1996 |
| Tcherno More Varna  | 4      | 1925, 1926, 1934, 1938 |
| Lokomotiv Sofia     | 4      | 1940, 1945, 1964, 1978 |
| Litex Lovetch       | 4      | 1998, 1999, 2010, 2011 |
| Botev Plovdiv       | 2      | 1929, 1967 |
| AS 23 Sofia         | 1      | 1931 |
| FK Spartak Varna    | 1      | 1932 |
| Sportklub Sofia     | 1      | 1935 |
| Spartak Plovdiv     | 1      | 1963 |
| Beroe Stara Zagora  | 1      | 1986 |
| Etar Veliko Tarnovo | 1      | 1991 |
| Lokomotiv Plovdiv   | 1      | 2004 |

## Bilan par ville
| Ville          | Titres | Clubs Vainqueurs                                                                                                |
| -------------- | ------ | --- |
| Sofia          | 70     | CSKA Sofia (31), Levski Sofia (26), Slavia Sofia (7), Lokomotiv Sofia (4), AS 23 Sofia (1), Sportklub Sofia (1) |
| Razgrad        | 13     | Ludogorets Razgrad (13)                                                                                         |
| Varna          | 5      | Cherno More Varna (4), FK Spartak Varna (1)                                                                     |
| Plovdiv        | 4      | Botev Plovdiv (2), Lokomotiv Plovdiv (1), Spartak Plovdiv (1)                                                   |
| Lovetch        | 4      | Litex Lovetch (4)                                                                                               |
| Stara Zagora   | 1      | Beroe Stara Zagora (1)                                                                                          |
| Veliko Tarnovo | 1      | Etar Veliko Tarnovo (1)                                                                                         |

## Meilleurs buteurs
| Année | Buteur(s)                        | Club(s)                                  | Buts |
| ----- | -------------------------------- | ---------------------------------------- | ---- |
| 1938  | Krum Milev                       | Slavia Sofia                             | 12   |
| 1939  | Georgi Pachedzhiev               | AS 23 Sofia                              | 14   |
| 1940  | Yanko Stoyanov Dimitar Nikolaev  | Levski Sofia FK 13 Sofia                 | 14   |
| 1949  | Dimitar Milanov Nedko Nedev      | CSKA Sofia Cherno More Varna             | 11   |
| 1950  | Lyubomir Hranov                  | Levski Sofia                             | 13   |
| 1951  | Dimitar Milanov                  | CSKA Sofia                               | 14   |
| 1952  | Dimitar Isakov Dobromir Tashkov  | Slavia Sofia FK Spartak Sofia            | 10   |
| 1953  | Dimitar Minchev                  | Spartak Pleven; VVS Sofia                | 15   |
| 1954  | Dobromir Tashkov                 | Slavia Sofia                             | 25   |
| 1955  | Todor Diev                       | Spartak Plovdiv                          | 13   |
| 1956  | Pavel Vladimirov                 | Minyor Pernik                            | 16   |
| 1957  | Hristo Iliev Dimitar Milanov     | Levski Sofia CSKA Sofia                  | 14   |
| 1958  | Dobromir Tashkov Georgi Arnaudov | Slavia Sofia FK Spartak Varna            | 9    |
| 1959  | Aleksandar Vasilev               | Slavia Sofia                             | 13   |
| 1960  | Dimitar Yordanov Lyuben Kostov   | Levski Sofia Spartak Varna               | 12   |
| 1961  | Ivan Sotirov                     | Botev Plovdiv                            | 20   |
| 1962  | Nikola Yordanov Todor Diev       | Dunav Ruse Spartak Plovdiv               | 23   |
| 1963  | Todor Diev                       | Spartak Plovdiv                          | 26   |
| 1964  | Nikola Tsanev                    | CSKA Sofia                               | 26   |
| 1965  | Georgi Asparuhov                 | Levski Sofia                             | 27   |
| 1966  | Traycho Spasov                   | Marek Dupnitsa                           | 21   |
| 1967  | Petar Jekov                      | Beroe Stara Zagora                       | 21   |
| 1968  | Petar Jekov                      | Beroe Stara Zagora                       | 31   |
| 1969  | Petar Jekov                      | CSKA Sofia                               | 36   |
| 1970  | Petar Jekov                      | CSKA Sofia                               | 31   |
| 1971  | Dimitar Yakimov                  | CSKA                                     | 26   |
| 1972  | Petar Jekov                      | CSKA Sofia                               | 27   |
| 1973  | Petar Jekov                      | CSKA Sofia                               | 29   |
| 1974  | Petko Petkov Kiril Milanov       | Beroe Stara Zagora Levski Sofia          | 19   |
| 1975  | Ivan Pritargov                   | Botev Plovdiv                            | 20   |
| 1976  | Petko Petkov Pavel Panov         | Beroe Stara Zagora Levski Sofia          | 18   |
| 1977  | Pavel Panov                      | Levski Sofia                             | 20   |
| 1978  | Stoycho Mladenov                 | Beroe Stara Zagora                       | 21   |
| 1979  | Rusi Gochev                      | Chernomorets Burgas and Levski Sofia     | 19   |
| 1980  | Spas Dzhevizov                   | CSKA Sofia                               | 23   |
| 1981  | Georgi Slavkov                   | Botev Plovdiv                            | 31   |
| 1982  | Mikhaïl Valchev                  | Levski Sofia                             | 24   |
| 1983  | Antim Pehlivanov                 | Botev                                    | 20   |
| 1984  | Eduard Eranosyan Emil Spasov     | Lokomotiv Plovdiv Levski Sofia           | 19   |
| 1985  | Plamen Getov                     | Spartak Pleven                           | 26   |
| 1986  | Atanas Pashev                    | Botev Plovdiv                            | 30   |
| 1987  | Nasko Sirakov                    | Levski Sofia                             | 36   |
| 1988  | Nasko Sirakov                    | Levski Sofia                             | 28   |
| 1989  | Hristo Stoichkov                 | CSKA Sofia                               | 23   |
| 1990  | Hristo Stoichkov                 | CSKA Sofia                               | 38   |
| 1991  | Ivaylo Yordanov Petar Mihtarski  | Lokomotiv Gorna Oryahovitsa Levski Sofia | 20   |
| 1992  | Nasko Sirakov                    | Levski Sofia                             | 26   |
| 1993  | Plamen Getov                     | Levski Sofia                             | 26   |
| 1994  | Nasko Sirakov                    | Levski Sofia                             | 30   |
| 1995  | Petar Mihtarski                  | CSKA Sofia                               | 24   |
| 1996  | Ivo Georgiev                     | Spartak Varna                            | 21   |
| 1997  | Todor Pramatarov                 | Slavia Sofia                             | 26   |
| 1998  | Anton Spasov Bontcho Guentchev   | Naftex Burgas CSKA Sofia                 | 17   |
| 1999  | Dimtcho Beliakov                 | Litex Lovetch                            | 21   |
| 2000  | Mikhaïl Mikhaïlov                | Velbazhd Kyustendil                      | 20   |
| 2001  | Georgi Ivanov Hristo Yovov       | Levski Sofia Litex Lovech                | 19   |
| 2002  | Vladimir Manchev                 | CSKA Sofia                               | 21   |
| 2003  | Georgi Chilikov                  | Levski Sofia                             | 23   |
| 2004  | Martin Kamburov                  | Lokomotiv Plovdiv                        | 26   |
| 2005  | Martin Kamburov                  | Lokomotiv Plovdiv                        | 27   |
| 2006  | Milivoje Novakovič Furtado       | Litex Lovech Vihren ; CSKA Sofia         | 16   |
| 2007  | Tsvetan Genkov                   | Lokomotiv Sofia                          | 27   |
| 2008  | Georgi Hristov                   | Botev Plovdiv                            | 19   |
| 2009  | Martin Kamburov                  | Lokomotiv Sofia                          | 17   |
| 2010  | Wilfried Niflore                 | Litex Lovech                             | 19   |
| 2011  | Garra Dembélé                    | Levski Sofia                             | 26   |
| 2012  | Júnior Moraes Ivan Stoyanov      | CSKA Sofia Ludogorets Razgrad            | 16   |
| 2013  | Basile De Carvalho               | Levski Sofia                             | 19   |
| 2014  | Wilmar Jordán Martin Kamburov    | Litex Lovech Lokomotiv Plovdiv           | 20   |
| 2015  | Añete                            | Levski Sofia                             | 14   |
| 2016  | Martin Kamburov                  | Lokomotiv Plovdiv                        | 18   |
| 2017  | Claudiu Keșerü                   | Ludogorets Razgrad                       | 22   |
| 2018  | Claudiu Keșerü                   | Ludogorets Razgrad                       | 26   |
| 2019  | Stanislav Kostov                 | Levski Sofia                             | 23   |
| 2020  | Martin Kamburov                  | Beroe Stara Zagora                       | 18   |
| 2021  | Claudiu Keșerü                   | Ludogorets Razgrad                       | 18   |
| 2022  | Piéros Sotiríou                  | Ludogorets Razgrad                       | 17   |
| 2023  | Ivaylo Chochev                   | CSKA 1948 Sofia                          | 21   |
| 2024  | Aleksandar Kolev                 | FC Krumovgrad                            | 15   |

## Compétitions européennes

### Classement du championnat
Le tableau ci-dessous récapitule le classement de la Bulgarie au coefficient UEFA depuis 1960. Ce coefficient par nation est utilisé pour attribuer à chaque pays un nombre de places pour les compétitions européennes ainsi que les tours auxquels les clubs doivent entrer dans chaque compétition.
| 1960 | 1961 | 1962 | 1963 | 1964 | 1965 | 1966 | 1967 | 1968 | 1969 | 1970 | 1971 | 1972 | 1973 | 1974 | 1975 | 1976 | 1977 | 1978 | 1979 | 1980 | 1981 | 1982 | 1983 | 1984 | 1985 | 1986 | 1987 | 1988 | 1989 |
| ---- | ---- | ---- | ---- | ---- | ---- | ---- | ---- | ---- | ---- | ---- | ---- | ---- | ---- | ---- | ---- | ---- | ---- | ---- | ---- | ---- | ---- | ---- | ---- | ---- | ---- | ---- | ---- | ---- | ---- |
| 16   | 15   | 18   | 17   | 16   | 12   | 11   | 8    | 11   | 13   | 15   | 15   | 21   | 19   | 17   | 19   | 17   | 15   | 18   | 21   | 20   | 17   | 17   | 18   | 18   | 17   | 21   | 22   | 23   | 23   |
| 1990 | 1991 | 1992 | 1993 | 1994 | 1995 | 1996 | 1997 | 1998 | 1999 | 2000 | 2001 | 2002 | 2003 | 2004 | 2005 | 2006 | 2007 | 2008 | 2009 | 2010 | 2011 | 2012 | 2013 | 2014 | 2015 | 2016 | 2017 | 2018 | 2019 |
| 20   | 22   | 23   | 20   | 20   | 31   | 32   | 33   | 33   | 32   | 29   | 28   | 25   | 21   | 20   | 21   | 17   | 16   | 17   | 17   | 17   | 21   | 28   | 28   | 25   | 25   | 29   | 27   | 24   | 28   |
| 2020 | 2021 | 2022 | 2023 | 2024 | 2025 |      |      |      |      |      |      |      |      |      |      |      |      |      |      |      |      |      |      |      |      |      |      |      |      |
| 27   | 24   | 24   | 27   | 27   | 29   |      |      |      |      |      |      |      |      |      |      |      |      |      |      |      |      |      |      |      |      |      |      |      |      |

Le tableau suivant affiche le coefficient actuel du championnat bulgare.
| Rang | Pays                 | 2020-2021 | 2021-2022 | 2022-2023 | 2023-2024 | 2024-2025 | Coefficient |
| ---- | -------------------- | --------- | --------- | --------- | --------- | --------- | ----------- |
| 27   | Slovaquie            | 1,500     | 4,125     | 6,000     | 5,000     | 4,625     | 21,250      |
| 28   | Slovénie             | 2,250     | 3,000     | 2,125     | 3,875     | 9,043     | 20,343      |
| 29   | Bulgarie             | 4,000     | 3,375     | 4,500     | 4,375     | 3,625     | 19,875      |
| 30   | Azerbaïdjan          | 2,500     | 4,375     | 4,000     | 5,875     | 2,875     | 19,625      |
| 31   | République d'Irlande | 1,875     | 2,875     | 3,375     | 1,500     | 5,343     | 14,968      |

### Coefficient UEFA des clubs
| Rang | Club               | 2020-2021 | 2021-2022 | 2022-2023 | 2023-2024 | 2024-2025 | Coefficient |
| ---- | ------------------ | --------- | --------- | --------- | --------- | --------- | ----------- |
| 76   | Ludogorets Razgrad | 3,000     | 3,000     | 5,000     | 9,000     | 4,000     | 24,000      |
| 151  | CSKA Sofia         | 4,000     | 2,500     | 2,500     | 1,500     | -         | 10,500      |
| 312  | Levski Sofia       | -         | -         | 2,000     | 2,500     | -         | 6,000       |